# منطقة بيجطا
منطقة بِيجْطا أو بِيجتَا (بالروسية: Бежтинский участок) واحدة من المناطق الإدارية في جمهورية داغستان بروسيا الاتحادية.
المركز الإداري للمنطقة قرية بِيجْطَا.